# ランディ・ウェストン
ランディ・ウェストン（英語: Randy Weston、1926年4月6日 - 2018年9月1日）は、アメリカ合衆国のジャズ・ピアニスト、作曲家である。

## 生涯と事績
ウェストンは1940年代の後半に、ブル・ムース・ジャクソン、フランク・カリー、そしてエディ・ヴィンソンのリズム・アンド・ブルース・バンドでキャリアをスタートさせた。1949年にはアート・ブレイキーと、1953年にはケニー・ドーハムと、1954年にはセシル・ペインと一緒に仕事をした。1954年から55年にかけてレコード会社「リバーサイド」に雇われた後、彼は自分のジャズコンボを結成し、最初のアルバムをドーン・レコードのレーベルで出したほか、レッスンも行なった。アフリカ文化に興味を広げ、1958年にはニューポート・ジャズ・フェスティバルに参加、1961年と1963年にナイジェリアを、1967年には西アフリカと北アフリカを訪問した。1968年にモロッコへ移り住み、1972年から73年にかけてチャールズ・ミンガスの公演に客演するため米国に行ったほかは、ヨーロッパで暮らした。1980年代半ばから彼は再びモロッコに移り、1990年代の始めに米国へ帰ってきた。
「Hi-Fly」や「Little Niles」などウェストンが作曲した曲のいくつかは、早くも1950年代のスタンダードになった。彼はアフリカ系アメリカ人音楽家の中で、アフリカの打楽器だけでなく、彼のレコード「Uhuru Africa」 (1960年、共演者はクラーク・テリー、スライド・ハンプトン、ユセフ・ラティーフ、アルマンド・ペラーサそしてババトゥンデ・オラトゥンジ) に見られるようにアフリカの (反植民地主義の) スワヒリ語の吟唱を取り入れ、また「Highlife」 (1963年、ブッカー・アーヴィンと共演) のようにアフリカのポップミュージックを作品に取り入れた最初の一人である。後のアルバム「The Spirit of Our Ancestors」 (1991年、ディジー・ガレスピー、ファラオ・サンダースと共演) には、モロッコのグナワ人との交友を反映した音楽が入っている。ウェストンは30年以上にわたり、編曲者メルバ・リストンと一緒に仕事をした。彼の息子である打楽器奏者アゼディン・ウェストンは、彼の作品のいくつかに貢献している。
2001年に彼は米国国立芸術基金 (NEA) からNEAジャズ・マスターズ賞を受賞し、2014年にはドリス・デューク慈善財団からドリス・デューク芸術家賞として27万5千ドルを受賞した。
2016年以降、膨大な原稿、楽譜、録音、写真、そして広範な書簡を含むランディ・ウェストンのアーカイヴが、米国のハーバード大学図書館に所蔵されている。
ウェストンは2018年9月1日朝、ブルックリンの自宅で死去。92歳没。

## 来日公演
ウェストンは1978年5月に初来日したが観光のみで演奏の機会はなかった。1993年に『スイングジャーナル』誌の招待で再来日、盛岡のクラブ「ノンク・トンク」で公開初演奏した。その後2001年、2005年、2008年、2012年の4回来日し、京都の上賀茂神社宝殿で演奏した。2001年には静岡県焼津の成道寺で、2005年には東京の神田明神でも演奏している。

## ディスコグラフィ

### リーダー・アルバム
- Cole Porter in a Modern Mood (1954年、Riverside) ※10インチLP
- The Randy Weston Trio (1955年、Riverside) ※10インチLP
- Get Happy with the Randy Weston Trio (1955年、Riverside)
- With These Hands... (1956年、Riverside)
- Trio and Solo (1956年、Riverside) ※The Randy Weston Trioの全作品を含む
- Jazz à la Bohemia (1956年、Riverside)
- 『モダン・アート・オブ・ジャズVol.3』 - The Modern Art of Jazz by Randy Weston (1956年、Dawn) ※『How High the Moon』(Biograph) としてもリリース
- 『ピアノ・アラモード』 - Piano á la Mode (1957年、Jubilee)
- New Faces at Newport (1958年、MetroJazz)
- 『リトル・ナイルス』 - Little Niles (1959年、United Artists)
- 『デストリー・ライズ・アゲイン』 - Destry Rides Again (1959年、United Artists)
- 『5スポットのランディ・ウェストン』 - Live at the Five Spot (1959年、United Artists)
- 『ウフル・アフリカ』 - Uhuru Afrika (1960年、Roulette)
- 『ハイライフ』 - Highlife (1963年、Colpix)
- 『アフリカン・クックブック』 - Randy (1964年、Bakton) ※後に『African Cookbook』(Atlantic) として1972年にリリース
- Berkshire Blues (1977年、Freedom) ※1965年録音
- Blues (1965年、Trip)
- 『ライヴ・アット・モンタレー'66』 - Monterey '66 (1966年、Verve)
- African Cookbook (1969年、Polydor)
- Niles Littlebig (1969年、Polydor)
- 『ブルー・モーゼス』 - Blue Moses (1972年、CTI)
- 『タンジャ』 - Tanjah (1973年、Polydor)
- Carnival (1974年、Freedom)
- Informal Solo Piano (1974年、Hi-Fly)
- 『ブルース・トゥ・アフリカ』 - Blues to Africa (1975年、Freedom)
- African Nite (1975年、Owl)
- African Rhythms (1975年、Chant du Monde)
- 『ニュイ・アフリカン』 - Nuit Africaine (1975年、Enja)
- Randy Weston Meets Himself (1976年、Pausa)
- 『パースペクティヴ』 - Perspective (1976年、Denon) ※with ヴィシュヌ・ウッド
- Rhythms-Sounds Piano (1978年、Cora)
- Blue (1984年、Arch)
- The Healers (1987年、Black Saint) ※with デヴィッド・マレイ
- 『ウェル・ユー・ニードゥント〜ポートレイツ・オブ・セロニアス・モンク』 - Portraits of Thelonious Monk: Well You Needn't (1989年、Verve)
- 『キャラヴァン〜ポートレイツ・オブ・デューク・エリントン』 - Portraits of Duke Ellington: Caravan (1989年、Verve)
- 『ザ・ラスト・デイ〜セルフ・ポートレイツ』 - Self Portraits: The Last Day (1989年、Verve)
- The Spirits of Our Ancestors (1991年、Verve)
- 『クール・オブ・ジ・イヴニング』 - Marrakech in the Cool of the Evening (1992年、Verve/Gitanes)
- The Splendid Master Gnawa Musicians of Morocco (1992年、Verve/Gitanes)
- 『ヴォルケイノ・ブルーズ』 - Volcano Blues (1993年、Verve/Gitanes)
- 『サガ』 - Saga (1995年、Verve)
- 『アース・バース』 - Earth Birth (1997年、Verve) ※mit dem Montreal String Orchestra
- 『ケペラ』 - Khepera (1998年、Verve)
- Spirit! The Power of Music (1999年、Arkadia Jazz)
- Ancient Future (2002年、Mutable)
- Zep Tepi (2006年、Random Chance)
- The Storyteller (2009年、Motéma)
- The Roots of the Blues (2013年、Sunnyside)
- The African Nubian Suite (2017年、African Rhythms)
- Sound — Solo Piano (2018年、African Rhythms)